# 拉氏紅眼魚
拉氏紅眼魚（學名：Scardinius racovitzai）為輻鰭魚綱鯉形目雅羅魚科的一個種，被IUCN列為極危保育類動物，分布於歐洲羅馬尼亞Petzea溫泉，體長可達到8.5公分，棲息在植被生長茂密、泥底質的溫泉水，生活習性不明。

## 扩展阅读
維基物種上的相關：拉氏紅眼魚